# Tholurna
Tholurna — рід грибів родини Caliciaceae. Назва вперше опублікована 1861 року.

## Класифікація
До роду Tholurna відносять 1 вид:
- Tholurna dissimilis